# Стоян Сърбинов
Стоян Василев Сърбинов (на английски: Stoyan Sarbinoff; на гръцки: Στογιάννης Σάρμπινις) е секретар на Македоноавстралийския народен съюз и член на Австралийската комунистическа партия.

## Биография
Стоян Сърбинов е роден през 1920 година в леринското село Буф, днес Акритас. Пристига в Австралия на 5 януари 1937 година и става активен член на македонското общество в Пърт през 1939 година. Заедно с Мик Велоски от Гръче основава МАНС през 1946 година и става първи редактор на вестник „Македонска искра“. След това заедно с Ристо Алтин от Лаген, Дане Тръпков от Горно Неволяни и други създават движението за независима македонска църква в Мелбърн през 1950 година. Сърбинов е сред основателите на Австралийско-македонския комитет за човешките права през 1984 година заедно с Джим Антон. Стоян Сърбинов умира на 30 октомври 1990 година в Мелбърн.